# L'amore esiste
L'amore esiste è un singolo della cantante italiana Francesca Michielin, pubblicato il 6 marzo 2015 come primo estratto dal secondo album in studio di20.

## Descrizione
Il brano è stato scritto da Fortunato Zampaglione insieme a Michele Canova Iorfida, che ha anche prodotto il brano.
Nel 2017 la cantante statunitense Amy Lee, frontwoman degli Evanescence, ha pubblicato una propria versione in lingua inglese intitolata Love Exists.

## Video musicale
Il videoclip è stato girato dal regista Giacomo Triglia. Nella clip vengono messi in risalto vari esempi e forme d'amore, dando spazio anche all'amore per la natura che ci circonda.

## Tracce
Testi di Fortunato Zampaglione e Michele Canova Iorfida, musiche di Michele Canova Iorfida.
1. L'amore esiste – 3:31

## L'amore esiste 2025 reloaded

### Descrizione
Il brano è una re-interpretazione del brano, realizzata da Giorgio Pesenti, in arte okgiorgio e da Daniele Capoferri, in arte daniele pubblicata il 31 gennaio 2025.

### Formazione

#### Musicisti
- Francesca Michielin – voce
- Giorgio "okgiorgio" Pesenti – basso, sintetizzatore, programmazione
- Daniele "daniele" Capoferri – chitarra, programmazione

#### Produzione
- okgiorgio, daniele – produzione
- Dario Riboli – mix, mastering

## Classifiche

### Classifiche settimanali
| Classifica (2015) | Posizione massima |
| ----------------- | ----------------- |
| Italia            | 10                |

### Classifiche di fine anno
| Classifica (2015) | Posizione |
| ----------------- | --------- |
| Italia            | 41        |

## Riconoscimenti
- Premio Lunezia
- 2015 – Premio pop per il valore musical-letterario[5]